# Lolland
 Ovo je glavno značenje pojma Lolland. Za druga značenja pogledajte Lolland (razdvojba).
Lolland je četvrti danski otok po veličini. Nalazi se u Baltičkom moru. Površina mu je 1.243 km2, a ima 62.578 stanovnika. Mostom je preko otoka Falstera povezan s otokom Zelandom. Planira se sagraditi most do njemačkog otoka Fehmarna.
Reljef je nizinski(najviši vrh je visok 25 m). Otok ima izrazito dugu povijest naseljenosti (postoje nalazišta iz srednjeg kamenog doba). Najveći grad otoka je Nakskov, a upravno sjedište Maribo.

## Vanjske poveznice
|  | Zajednički poslužitelj ima još gradiva o temi Lolland |

 Vodič: Lolland na Wikivoyageu
- Map of Lolland and Falster